# Згоша
Згоша (словен. Zgoša) — поселення в общині Радовлиця, Горенський регіон, Словенія. Висота над рівнем моря: 552,7 м.